# Viens
Viens település Franciaországban, Vaucluse megyében. Lakosainak száma 624 fő (2022. január 1.). Viens Céreste-en-Luberon, Oppedette, Sainte-Croix-à-Lauze, Simiane-la-Rotonde, Caseneuve, Gignac és Saint-Martin-de-Castillon községekkel határos.

## Népesség
A település népessége az elmúlt években az alábbi módon változott:
| Lakosok száma | 617  | 625  | 646  | 636  | 639  | 641  | 635  | 630  | 624  |
|               | 2013 | 2015 | 2016 | 2017 | 2018 | 2019 | 2020 | 2021 | 2022 |